# Шубута (Міссісіпі)
Шубута (англ. Shubuta) — місто (англ. town) в США, в окрузі Кларк штату Міссісіпі. Населення — 406 осіб (2020).

## Географія
Шубута розташована за координатами 31°51′43″ пн. ш. 88°42′7″ зх. д. / 31.86194° пн. ш. 88.70194° зх. д. (31.862036, -88.702051).  За даними Бюро перепису населення США в 2010 році місто мало площу 6,25 км², уся площа — суходіл.

## Демографія
Згідно з переписом 2010 року, у місті мешкала 441 особа в 181 домогосподарстві у складі 116 родин. Густота населення становила 71 особа/км².  Було 217 помешкань (35/км²).
Расовий склад населення:
| - 75,3 % — чорних або афроамериканців - 22,9 % — білих |

До двох чи більше рас належало 1,4 %. Частка іспаномовних становила 1,6 % від усіх жителів.
За віковим діапазоном населення розподілялося таким чином: 24,0 % — особи молодші 18 років, 61,5 % — особи у віці 18—64 років, 14,5 % — особи у віці 65 років та старші. Медіана віку мешканця становила 43,9 року. На 100 осіб жіночої статі у місті припадало 80,7 чоловіків;  на 100 жінок у віці від 18 років та старших — 72,7 чоловіків також старших 18 років.
Середній дохід на одне домашнє господарство  становив 28 561 долар США (медіана — 24 583), а середній дохід на одну сім'ю — 34 041 долар (медіана — 31 875). Медіана доходів становила 21 750 доларів для чоловіків та 25 500 доларів для жінок. За межею бідності перебувало 34,5 % осіб, у тому числі 48,4 % дітей у віці до 18 років та 27,1 % осіб у віці 65 років та старших.
Цивільне працевлаштоване населення становило 122 особи. Основні галузі зайнятості: виробництво — 23,8 %, освіта, охорона здоров'я та соціальна допомога — 23,0 %, публічна адміністрація — 16,4 %, мистецтво, розваги та відпочинок — 14,8 %.